# Avenida del Planetario
La avenida del Planetario es una vía urbana de Madrid (España) que discurre entre las calles de Embajadores y Méndez Álvaro. Atraviesa mediante un túnel el parque Enrique Tierno Galván. Aunque constituye el cierre sur del segundo cinturón de circunvalación de Madrid, no se construyó hasta 1986, con motivo de la remodelación promovida por el ayuntamiento de Madrid de toda el área situada entre la estación de ferrocarril de Delicias y la M-30, que abordó la creación del citado parque y la construcción del planetario de Madrid, que da nombre a la avenida.

## Historia
El plan Castro preveía que el nuevo ensanche de Madrid estuviese delimitado exteriormente por un "camino de ronda" que completase con el Manzanares el cierre del nuevo recinto (este camino de Ronda sería el origen del segundo cinturón de circunvalación de Madrid). El proyecto sufrió numerosas modificaciones y alteraciones. Una de las más significativas fue la instalación, en la zona sur del ensanche, de la estación de Delicias, terminal de la línea ferroviaria a Cáceres y Portugal. Por su parte, la presencia de la estación de Atocha y de las vías que se dirigían hacia el sur, así como el ferrocarril de contorno entre Atocha y la estación del Norte, constituyeron un obstáculo casi insalvable para completar la sección sur del paseo de Ronda. Por esa razón, el segundo cinturón no fue completado nunca, quedando interrumpido en la calle de Pacífico (actual avenida Ciudad de Barcelona), donde terminaba la calle del Doctor Esquerdo, incluso aunque aparecía habitualmente en planos y guías de la ciudad. En 1922, este cierre sur del paseo de Ronda incluso aparece con el nombre de calle de Pedro Bosch, extendiéndose entre la calle de Pacífico y el puente de la Princesa. En la misma época, Pedro de Répide denomina de la misma forma esta sección, no construida, del paseo de Ronda en sus artículos en La Libertad, que más tarde se compilarían en el libro Las calles de Madrid. Sin embargo, sólo se construyó el tramo de la calle Pedro Bosch existente entre la avenida Ciudad de Barcelona y la calle Méndez Álvaro en 1972, a través de un paso elevado que, partiendo de la calle del Doctor Esquerdo, salvaba la playa de vías de la estación de Atocha y la avenida Ciudad de Barcelona para enlazar con Méndez Álvaro, sin proseguir más allá. El enlace se hacía al norte de puente por el que la vía del ferrocarril de contorno salvaba la calle Méndez Álvaro. Ya se preveía entonces la continuación de la calle Pedro Bosch hasta la plaza de Legazpi, pero no se tomaron medidas en tal sentido.
Con la llegada de los ayuntamientos democráticos en 1979, el nuevo consistorio madrileño abordó la elaboración de un nuevo Plan General de Ordenación Urbana (PGOU), que fue aprobado en 1985. En el plan se decidía la eliminación del "scalextric" de la glorieta de Atocha y la adopción de una serie de medidas para aliviar la presión del tráfico sobre dicho espacio una vez desmantelado el scalextric. Entre ellas se incluía el cierre del segundo cinturón «prolongando Doctor Esquerdo hacia el sur». El PGOU abordó también la reordenación de la zona situada entre la estación de Delicias y la M-30, por la que habría de discurrir el cierre del segundo cinturón. Esta área, conocida como cerro de la Plata, había quedado en desuso unos años antes y constituía un espacio apartado y degradado, a pesar de estar dentro del perímetro de la M-30. La reforma consistió en la construcción de un parque de más de 50 hectáreas que fue inaugurado en mayo de 1987, y recibió el nombre del alcalde Enrique Tierno Galván (que había fallecido el año anterior). También se construyeron diversos equipamientos, como el planetario de Madrid, inaugurado en 1986, del que la nueva vía tomaría su nombre. Ese mismo año, se abría al tráfico la avenida del Planetario, que conectaba las calles Méndez Álvaro y Embajadores a través de un túnel construido bajo el parque.
El trazado de la avenida entre la boca suroeste del túnel y la calle de Embajadores trascurre en paralelo a la línea de Cercanías que une las estaciones de Atocha y Villaverde Alto. El trazado es heredero de líneas de ferrocarril anteriores. En las décadas anteriores a la construcción de la nueva vía urbana, desde la estación de Delicias partían varias líneas hacia el sur: la del ferrocarril a Cáceres y Portugal, que salvaba el Manzanares por medio de un puente ferroviario situado entre la desembocadura del arroyo Abroñigal y el puente de la Princesa; el ferrocarril del Matadero, inaugurado en 1911 para servir al Matadero Municipal de Legazpi y al Mercado de Frutas y Hortalizas, así como a diversas instalaciones del polígono industrial de Legazpi (este ferrocarril discurría en paralelo a la línea de Cáceres y Portugal y giraba hasta el norte antes de llegar al Manzanares, transcurriendo en paralelo a la ribera del río hasta llegar al matadero). Con el cierre de la estación de Delicias en 1969, la línea a Cáceres y Portugal fue desmantelada, si bien se abrió una línea que unía Delicias con la estación de clasificación de Santa Catalina, ya que aquella siguió prestando servicio como taller.. También se cerró y desmanteló la línea del Matadero apenas una década después (en 1978). Con la transformación de la estación de Delicias en Museo del Ferrocarril, en 1984, la estación quedó unida a la red de RENFE mediante un ramal que se incorporaba a la línea que unía la estación de Cercanías con Santa Catalina. El trazado del ferrocarril a Portugal fue reaprovechado para el tramo de Cercanías que se abrió en 1989 para unir Atocha con Villaverde Alto, pasando por la nueva estación de Méndez Álvaro. La línea pasa también por debajo del parque Enrique Tierno Galván y sale a la superficie poco cien metros más allá de la boca suroeste del túnel de la avenida del Planetario, a su izquierda. Por otra parte, la línea ferroviaria entre Delicias y Santa Catalina salva la avenida del Planetario mediante un paso elevado.
Desde su apertura, la avenida no ha sufrido más modificaciones de importancia que las derivadas de la apertura del túnel que une la calle de Embajadores y la autovía de Andalucía y la M-40. Inaugurado en 2007, el proyecto incluye un par de túneles que unen la avenida del Planetario con la autovía de Andalucía, en la parte más cercana a la calle de Embajadores. También se construyó un túnel exclusivo para autobuses que comunica la estación Sur de autobuses con la avenida del Planetario.